# Orthostichella versicolor
Orthostichella versicolor är en bladmossart som beskrevs av Bruce H. Allen och William Russell Buck 2003. Orthostichella versicolor ingår i släktet Orthostichella och familjen Meteoriaceae. Inga underarter finns listade i Catalogue of Life.